# أندرو سميث (لاعب كرة قدم)
أندرو سميث (بالإنجليزية: Andrew Smith)‏ (22 ديسمبر 1989 في المملكة المتحدة - ) هو لاعب كرة قدم بريطاني في مركز الهجوم. لعب مع نادي أكرينغتون ستانلي وClitheroe F.C. ‏.

## وصلات خارجية
- أندرو سميث على موقع قاعدة بيانات كرة القدم.إي يو (الإنجليزية)
- أندرو سميث على موقع Soccerbase.com (لاعب) (الإنجليزية)